# Emin Alper
Emin Alper (Ermenek, 13 de agosto de 1974) es un director de cine y guionista turco.

## Biografía
Emin Alper, que creció en Anatolia Central, se graduó en el instituto de Ankara. Después se matriculó en la Universidad del Bósforo de Estambul para estudiar Ingeniería Civil. Debido a su interés por las cuestiones sociales, Alper cambió de carrera dos años más tarde y estudió Economía y, posteriormente, Historia. Se doctoró en Historia Moderna de Turquía y dio clases en la Facultad de Humanidades y Ciencias Sociales de la Universidad Politécnica de Estambul. Según Alper, estudiar cine estaba descartado en los años 1990, ya que no existía un sistema de financiación pública para el cine de autor en Turquía.
De adolescente, Alper se apasionó por el cine, el teatro y la literatura. Cita el visionado de El tiempo de los gitanos (1989), de Emir Kusturica, como un acontecimiento clave cuando tenía 18 años. En su época de estudiante, Alper era miembro del grupo de teatro y del club de cine de la universidad, donde se organizaban grupos de debate y entrevistas con directores turcos tan conocidos como Zeki Demirkubuz y Nuri Bilge Ceylan. Cita a Ceylan como una de las mayores influencias, junto con Stanley Kubrick, Michael Haneke, Rainer Werner Fassbinder, Sergio Leone y los escritores estadounidenses Faulkner y Flannery O'Connor, respectivamente, así como a los escritores rusos Dostoievski, Tolstoi y Chéjov. Alper también probó suerte con sus primeros borradores de guiones, además de las críticas de cine que publicaba en una publicación universitaria debido a la falta de revistas de cine en Turquía. En 2004, Alper apareció como actor en el cortometraje Apartman, de su amigo cineasta turco Seyfi Teoman, quién lo promociono hasta su muerte accidental en 2012. En 2005, Alper apareció como actor en el cortometraje Çarpisma (2005) de Umut Aral y sus primeros trabajos de cortometraje propios fueron Mektup (2005) y Rıfat (2006).
Tras doctorarse en 2009, Alper comenzó a trabajar en su primer largometraje, con el apoyo de Zeki Demirkubuz y de Seyfi Teoman como productor. Tepenin ardi (2012) cuenta la historia de un patriarca anciano, interpretado por Tamer Levent, que vive en circunstancias precarias en el solitario mundo de las montañas de Anatolia y recibe las visitas de uno de sus hijos y de sus nietos. Alper ya había empezado a trabajar en el guion de la película 15 años antes de que comenzara el rodaje. Lo revisó un año antes del rodaje que duró de tres semanas y que tuvo lugar cerca del pueblo de Anatolia donde Alper pasó su infancia. Tepenin ardi se estrenó en 2012 en el Foro de la 62.ª edición del Festival Internacional de Cine de Berlín. Fue elogiada por la prensa como «uno de los debuts más extraordinarios del cine turco de los últimos años». El primer largometraje de Alper ganó el premio Caligari en la Berlinale. Le siguieron más de 20 premios internacionales de cine y festivales, incluidos los máximos galardones en los festivales internacionales de cine de Estambul, de Karlovy Vary y el de Sarajevo.
Tras el gran éxito de su primer largometraje, Alper recibió una invitación para competir por el León de Oro en la 72.ª edición del Festival Internacional de Cine de Venecia en 2015 por su segundo largometraje, Abluka (título en el festival en inglés: Frenzy). En su sombría visión del futuro, Turquía se ha convertido en un Estado controlado con enormes fuerzas policiales, que espía a sus ciudadanos y combate a los opositores como terroristas. En el centro hay una pareja de hermanos de Estambul. El anciano, interpretado por Mehmet Özgür, es liberado anticipadamente de la cárcel para unirse a una unidad especial que busca en la basura de la ciudad rastros de explosivos utilizados en un complot terrorista no especificado. En los barrios de chabolas de las afueras de Estambul, se reúne con su hermano menor (Berkey Ates). Este último se alimenta de los perros asilvestrados de la ciudad, aunque después del trabajo cuida de su propio perro. Abluka fue considerada entre el amplio grupo de favoritas para el León de Oro, ganando el Premio Especial del Jurado así como el Premio Arca Cinema Giovani a la mejor película en competición.
Alper se describe a sí mismo como un cineasta pesimista,  y cita Eyes Wide Shut, de Stanley Kubrick, y Caché, de Michael Haneke, como las películas más impresionantes de los últimos 20 años.

## Filmografía
- 2005: Mektup
- 2006: Rıfat
- 2012: Tepenin ardi
- 2015: Abluka
- 2019: Kız Kardeşler